# ماتیاس یایسله
ماتیاس یایسله (به آلمانی: Matthias Jaissle؛ زادهٔ ۵ آوریل ۱۹۸۸) بازیکن سابق و سرمربی کنونی فوتبال اهل آلمان است که هدایت باشگاه الاهلی عربستان را بر عهده دارد.
پیش از این، او دستیار سرمربی باشگاه بروندبی بود. در سال ۲۰۲۱ او ابتدا سرمربی باشگاه لیفرینگ شد و سپس هدایت باشگاه ردبول سالزبورگ را در بوندس‌لیگا اتریش بر عهده گرفت.
او در سال ۲۰۲۵ همراه با الاهلی عربستان در فینال لیگ نخبگان آسیا، کاوازاکی را شکست داد و به قهرمانی قاره کهن رسید.

## دوران مربیگری
در ۳ آوریل ۲۰۱۷، تأیید شد که یایسله از تابستان ۲۰۱۷ دستیار الکساندر زورنیگر در سوپر لیگ دانمارک و باشگاه بروندبیخواهد شد. او باشگاه بروندبی را در ۱ ژوئن ۲۰۱۹ ترک کرد. چند هفته بعد، او به عنوان سرمربی آکادمی زیر ۱۸ سال باشگاه ردبول زالتسبورگ انتخاب شد.
در ژانویه ۲۰۲۱، پس از جدایی بو سونسون، یایسله به عنوان سرمربی جدید باشگاه اف سی لیفرینگ منصوب شد. مدتی بعد او به عنوان سرمربی باشگاه ردبول سالزبورگ انتخاب شد

## افتخارات به عنوان سرمربی

### تیمی

#### ردبول سالزبورگ
- بوندس‌لیگا اتریش (۲): ۲۲–۲۰۲۱ , ۲۳–۲۰۲۲
- جام حذفی اتریش (۱): ۲۲–۲۰۲۱

#### الاهلی عربستان
- لیگ نخبگان آسیا (۱): ۲۵–۲۰۲۴

### فردی
- بهترین مربی سال اتریش (۱): ۲۲-۲۰۲۱